# Boucles de la Mayenne 2022
La 47e édition des Boucles de la Mayenne a lieu du 26 au 29 mai 2022. La course fait partie du calendrier UCI ProSeries 2022 en catégorie 2.Pro et a été remportée par Benjamin Thomas.
Le Crédit Mutuel est partenaire pour cette édition.

## Équipes participantes
Vingt-deux équipes participent à la course : cinq UCI WorldTeams, douze équipes continentales professionnelles et cinq équipes continentales :
| WorldTeams (5)- AG2R Citroën Team - Cofidis - Groupama-FDJ - Movistar Team - UAE Team Emirates ProTeams (12)- Arkéa-Samsic - B&B Hotels-KTM - Bingoal Pauwels Sauces WB - Burgos-BH - Caja Rural-Seguros RGA - Drone Hopper-Androni Giocattoli - Euskaltel-Euskadi - Equipo Kern Pharma - Human Powered Health - Sport Vlaanderen-Baloise - TotalEnergies - Uno-X Pro Cycling Team Équipes continentales (5)- Go Sport-Roubaix Lille Métropole - UC Nantes Atlantique - Nice Métropole Côte d'Azur - Lotto-Kern Haus - Saint Michel-Auber 93 |
| |

## Étapes
| Étape     | Date   | Villes étapes                                 | type            | Distance (km) | Dénivelé (m) | Vainqueur d'étape | Leader du classement général |
| --------- | ------ | --------------------------------------------- | --------------- | ------------- | ------------ | ----------------- | ---------------------------- |
| 1re étape | 26 mai | Saint-Pierre-des-Landes – Andouillé           | étape vallonnée | 180           | 1 921 m      | Jason Tesson      | Jason Tesson                 |
| 2e étape  | 27 mai | Jublains – Pré-en-Pail-Saint-Samson           | étape vallonnée | 171           | 2 392 m      | Benjamin Thomas   | Benjamin Thomas              |
| 3e étape  | 28 mai | Saint-Berthevin – Château-Gontier-sur-Mayenne | étape vallonnée | 188           | 1 758 m      | Amaury Capiot     | Benjamin Thomas              |
| 4e étape  | 29 mai | Martigné-sur-Mayenne – Laval                  | étape vallonnée | 180           | 1 918 m      | Sebastián Molano  | Benjamin Thomas              |

## Diffusion
Depuis 2017, l'épreuve est retransmise en direct à la télévision par la chaîne L'Équipe. Cette édition peut également être suivi sur le player Eurosport.

## Déroulement de la course

### 1reétape
Le champion des États-Unis Joey Rosskopf est le dernier échappé à être repris par le peloton mené alors par l'équipe B&B Hotels-KTM, juste avant la seconde ascension de Saint-Jean-sur-Mayenne. Bram Welten lance le sprint mais Jason Tesson arrive le premier sur la ligne.
Remplaçant Stéphane Javalet pour cette course, Charlotte Bravard dirige le groupe masculin de Saint-Michel Auber 93 cette course, devenant la première femme à être directrice sportive d'une équipe professionnelle masculine en France.
| \| Classement de l'étape \| Classement de l'étape \| Classement de l'étape \| Classement de l'étape \| Classement de l'étape \| \| Coureur \| Coureur \| Pays \| Équipe \| Temps \| \| --------------------- \| --------------------- \| --------------------- \| -------------------------------- \| --------------------- \| \| 1er \| Jason Tesson \| France \| Saint Michel-Auber 93 \| 4 h 12 min 05 s \| \| 2e \| Bram Welten \| Pays-Bas \| Groupama-FDJ \| + 0 s \| \| 3e \| Thomas Boudat \| France \| Go Sport-Roubaix Lille Métropole \| + 0 s \| \| 4e \| Jérémy Lecroq \| France \| B&B Hotels-KTM \| + 0 s \| \| 5e \| Anthony Turgis \| France \| TotalEnergies \| + 0 s \| \| 6e \| Julien Simon \| France \| TotalEnergies \| + 0 s \| \| 7e \| Alex Aranburu \| Espagne \| Movistar Team \| + 0 s \| \| 8e \| Orluis Aular \| Venezuela \| Caja Rural-Seguros RGA \| + 0 s \| \| 9e \| Lorrenzo Manzin \| France \| TotalEnergies \| + 0 s \| \| 10e \| Amaury Capiot \| Belgique \| Arkéa-Samsic \| + 0 s \| |                 |           |                                  |                 |
| |                 |           |                                  |                 |
| Source : ProCyclingStats |                 |           |                                  |                 |
| Classement de l'étape |                 |           |                                  |                 |
| Coureur | Coureur         | Pays      | Équipe                           | Temps           |
| 1er | Jason Tesson    | France    | Saint Michel-Auber 93            | 4 h 12 min 05 s |
| 2e | Bram Welten     | Pays-Bas  | Groupama-FDJ                     | + 0 s           |
| 3e | Thomas Boudat   | France    | Go Sport-Roubaix Lille Métropole | + 0 s           |
| 4e | Jérémy Lecroq   | France    | B&B Hotels-KTM                   | + 0 s           |
| 5e | Anthony Turgis  | France    | TotalEnergies                    | + 0 s           |
| 6e | Julien Simon    | France    | TotalEnergies                    | + 0 s           |
| 7e | Alex Aranburu   | Espagne   | Movistar Team                    | + 0 s           |
| 8e | Orluis Aular    | Venezuela | Caja Rural-Seguros RGA           | + 0 s           |
| 9e | Lorrenzo Manzin | France    | TotalEnergies                    | + 0 s           |
| 10e | Amaury Capiot   | Belgique  | Arkéa-Samsic                     | + 0 s           |

| \| Classement général \| Classement général \| Classement général \| Classement général \| Classement général \| \| Coureur \| Coureur \| Pays \| Équipe \| Temps \| \| ------------------ \| ------------------ \| ------------------ \| -------------------------------- \| ------------------ \| \| 1er \| Jason Tesson \| France \| Saint Michel-Auber 93 \| 4 h 11 min 55 s \| \| 2e \| Bram Welten \| Pays-Bas \| Groupama-FDJ \| + 4 s \| \| 3e \| Lindsay De Vylder \| Belgique \| Sport Vlaanderen-Baloise \| + 4 s \| \| 4e \| Thomas Boudat \| France \| Go Sport-Roubaix Lille Métropole \| + 6 s \| \| 5e \| Ángel Madrazo \| Espagne \| Burgos-BH \| + 6 s \| \| 6e \| Joey Rosskopf \| États-Unis \| Human Powered Health \| + 8 s \| \| 7e \| Jérémy Lecroq \| France \| B&B Hotels-KTM \| + 10 s \| \| 8e \| Anthony Turgis \| France \| TotalEnergies \| + 10 s \| \| 9e \| Julien Simon \| France \| TotalEnergies \| + 10 s \| \| 10e \| Alex Aranburu \| Espagne \| Movistar Team \| + 10 s \| |                   |            |                                  |                 |
| |                   |            |                                  |                 |
| Source : ProCyclingStats |                   |            |                                  |                 |
| Classement général |                   |            |                                  |                 |
| Coureur | Coureur           | Pays       | Équipe                           | Temps           |
| 1er | Jason Tesson      | France     | Saint Michel-Auber 93            | 4 h 11 min 55 s |
| 2e | Bram Welten       | Pays-Bas   | Groupama-FDJ                     | + 4 s           |
| 3e | Lindsay De Vylder | Belgique   | Sport Vlaanderen-Baloise         | + 4 s           |
| 4e | Thomas Boudat     | France     | Go Sport-Roubaix Lille Métropole | + 6 s           |
| 5e | Ángel Madrazo     | Espagne    | Burgos-BH                        | + 6 s           |
| 6e | Joey Rosskopf     | États-Unis | Human Powered Health             | + 8 s           |
| 7e | Jérémy Lecroq     | France     | B&B Hotels-KTM                   | + 10 s          |
| 8e | Anthony Turgis    | France     | TotalEnergies                    | + 10 s          |
| 9e | Julien Simon      | France     | TotalEnergies                    | + 10 s          |
| 10e | Alex Aranburu     | Espagne    | Movistar Team                    | + 10 s          |

### 2eétape
| \| Classement de l'étape \| Classement de l'étape \| Classement de l'étape \| Classement de l'étape \| Classement de l'étape \| \| Coureur \| Coureur \| Pays \| Équipe \| Temps \| \| --------------------- \| --------------------- \| --------------------- \| ------------------------- \| --------------------- \| \| 1er \| Benjamin Thomas \| France \| Cofidis \| 4 h 11 min 30 s \| \| 2e \| Benoît Cosnefroy \| France \| AG2R Citroën Team \| + 0 s \| \| 3e \| Alex Aranburu \| Espagne \| Movistar Team \| + 0 s \| \| 4e \| Finn Fisher-Black \| Nouvelle-Zélande \| UAE Team Emirates \| + 0 s \| \| 5e \| Julien Simon \| France \| TotalEnergies \| + 0 s \| \| 6e \| Marco Tizza \| Italie \| Bingoal Pauwels Sauces WB \| + 0 s \| \| 7e \| Romain Hardy \| France \| Arkéa-Samsic \| + 4 s \| \| 8e \| Jake Stewart \| Royaume-Uni \| Groupama-FDJ \| + 4 s \| \| 9e \| Idar Andersen \| Norvège \| Uno-X Pro Cycling Team \| + 6 s \| \| 10e \| Thibault Ferasse \| France \| B&B Hotels-KTM \| + 13 s \| |                   |                  |                           |                 |
| |                   |                  |                           |                 |
| Source : ProCyclingStats |                   |                  |                           |                 |
| Classement de l'étape |                   |                  |                           |                 |
| Coureur | Coureur           | Pays             | Équipe                    | Temps           |
| 1er | Benjamin Thomas   | France           | Cofidis                   | 4 h 11 min 30 s |
| 2e | Benoît Cosnefroy  | France           | AG2R Citroën Team         | + 0 s           |
| 3e | Alex Aranburu     | Espagne          | Movistar Team             | + 0 s           |
| 4e | Finn Fisher-Black | Nouvelle-Zélande | UAE Team Emirates         | + 0 s           |
| 5e | Julien Simon      | France           | TotalEnergies             | + 0 s           |
| 6e | Marco Tizza       | Italie           | Bingoal Pauwels Sauces WB | + 0 s           |
| 7e | Romain Hardy      | France           | Arkéa-Samsic              | + 4 s           |
| 8e | Jake Stewart      | Royaume-Uni      | Groupama-FDJ              | + 4 s           |
| 9e | Idar Andersen     | Norvège          | Uno-X Pro Cycling Team    | + 6 s           |
| 10e | Thibault Ferasse  | France           | B&B Hotels-KTM            | + 13 s          |

| \| Classement général \| Classement général \| Classement général \| Classement général \| Classement général \| \| Coureur \| Coureur \| Pays \| Équipe \| Temps \| \| ------------------ \| ------------------ \| ------------------ \| ------------------------- \| ------------------ \| \| 1er \| Benjamin Thomas \| France \| Cofidis \| 8 h 23 min 25 s \| \| 2e \| Benoît Cosnefroy \| France \| AG2R Citroën Team \| + 4 s \| \| 3e \| Alex Aranburu \| Espagne \| Movistar Team \| + 6 s \| \| 4e \| Julien Simon \| France \| TotalEnergies \| + 10 s \| \| 5e \| Finn Fisher-Black \| Nouvelle-Zélande \| UAE Team Emirates \| + 10 s \| \| 6e \| Marco Tizza \| Italie \| Bingoal Pauwels Sauces WB \| + 10 s \| \| 7e \| Jake Stewart \| Royaume-Uni \| Groupama-FDJ \| + 14 s \| \| 8e \| Romain Hardy \| France \| Arkéa-Samsic \| + 14 s \| \| 9e \| Idar Andersen \| Norvège \| Uno-X Pro Cycling Team \| + 16 s \| \| 10e \| Anthony Turgis \| France \| TotalEnergies \| + 23 s \| |                   |                  |                           |                 |
| |                   |                  |                           |                 |
| Source : ProCyclingStats |                   |                  |                           |                 |
| Classement général |                   |                  |                           |                 |
| Coureur | Coureur           | Pays             | Équipe                    | Temps           |
| 1er | Benjamin Thomas   | France           | Cofidis                   | 8 h 23 min 25 s |
| 2e | Benoît Cosnefroy  | France           | AG2R Citroën Team         | + 4 s           |
| 3e | Alex Aranburu     | Espagne          | Movistar Team             | + 6 s           |
| 4e | Julien Simon      | France           | TotalEnergies             | + 10 s          |
| 5e | Finn Fisher-Black | Nouvelle-Zélande | UAE Team Emirates         | + 10 s          |
| 6e | Marco Tizza       | Italie           | Bingoal Pauwels Sauces WB | + 10 s          |
| 7e | Jake Stewart      | Royaume-Uni      | Groupama-FDJ              | + 14 s          |
| 8e | Romain Hardy      | France           | Arkéa-Samsic              | + 14 s          |
| 9e | Idar Andersen     | Norvège          | Uno-X Pro Cycling Team    | + 16 s          |
| 10e | Anthony Turgis    | France           | TotalEnergies             | + 23 s          |

### 3eétape
Morne van Niekerk et Vinicius Rangel sont les derniers échappés à être repris par le peloton quelques hectomètres après la flamme rouge. Amaury Capiot lance le sprint assez loin et gagne l'étape.
| \| Classement de l'étape \| Classement de l'étape \| Classement de l'étape \| Classement de l'étape \| Classement de l'étape \| \| Coureur \| Coureur \| Pays \| Équipe \| Temps \| \| --------------------- \| --------------------- \| --------------------- \| -------------------------------- \| --------------------- \| \| 1er \| Amaury Capiot \| Belgique \| Arkéa-Samsic \| 4 h 06 min 48 s \| \| 2e \| Kristoffer Halvorsen \| Norvège \| Uno-X Pro Cycling Team \| + 0 s \| \| 3e \| Juan José Lobato \| Espagne \| Euskaltel-Euskadi \| + 0 s \| \| 4e \| Orluis Aular \| Venezuela \| Caja Rural-Seguros RGA \| + 0 s \| \| 5e \| Emmanuel Morin \| France \| Team U Nantes Atlantique \| + 0 s \| \| 6e \| Bram Welten \| Pays-Bas \| Groupama-FDJ \| + 0 s \| \| 7e \| Antonio Angulo \| Espagne \| Euskaltel-Euskadi \| + 0 s \| \| 8e \| Jason Tesson \| France \| Saint Michel-Auber 93 \| + 0 s \| \| 9e \| Sebastián Molano \| Colombie \| UAE Team Emirates \| + 0 s \| \| 10e \| Thomas Boudat \| France \| Go Sport-Roubaix Lille Métropole \| + 0 s \| |                      |           |                                  |                 |
| |                      |           |                                  |                 |
| Source : ProCyclingStats |                      |           |                                  |                 |
| Classement de l'étape |                      |           |                                  |                 |
| Coureur | Coureur              | Pays      | Équipe                           | Temps           |
| 1er | Amaury Capiot        | Belgique  | Arkéa-Samsic                     | 4 h 06 min 48 s |
| 2e | Kristoffer Halvorsen | Norvège   | Uno-X Pro Cycling Team           | + 0 s           |
| 3e | Juan José Lobato     | Espagne   | Euskaltel-Euskadi                | + 0 s           |
| 4e | Orluis Aular         | Venezuela | Caja Rural-Seguros RGA           | + 0 s           |
| 5e | Emmanuel Morin       | France    | Team U Nantes Atlantique         | + 0 s           |
| 6e | Bram Welten          | Pays-Bas  | Groupama-FDJ                     | + 0 s           |
| 7e | Antonio Angulo       | Espagne   | Euskaltel-Euskadi                | + 0 s           |
| 8e | Jason Tesson         | France    | Saint Michel-Auber 93            | + 0 s           |
| 9e | Sebastián Molano     | Colombie  | UAE Team Emirates                | + 0 s           |
| 10e | Thomas Boudat        | France    | Go Sport-Roubaix Lille Métropole | + 0 s           |

| \| Classement général \| Classement général \| Classement général \| Classement général \| Classement général \| \| Coureur \| Coureur \| Pays \| Équipe \| Temps \| \| ------------------ \| ------------------ \| ------------------ \| ------------------------- \| ------------------ \| \| 1er \| Benjamin Thomas \| France \| Cofidis \| 12 h 30 min 13 s \| \| 2e \| Benoît Cosnefroy \| France \| AG2R Citroën Team \| + 3 s \| \| 3e \| Alex Aranburu \| Espagne \| Movistar Team \| + 6 s \| \| 4e \| Julien Simon \| France \| TotalEnergies \| + 10 s \| \| 5e \| Marco Tizza \| Italie \| Bingoal Pauwels Sauces WB \| + 10 s \| \| 6e \| Finn Fisher-Black \| Nouvelle-Zélande \| UAE Team Emirates \| + 10 s \| \| 7e \| Jake Stewart \| Royaume-Uni \| Groupama-FDJ \| + 12 s \| \| 8e \| Romain Hardy \| France \| Arkéa-Samsic \| + 14 s \| \| 9e \| Idar Andersen \| Norvège \| Uno-X Pro Cycling Team \| + 16 s \| \| 10e \| Anthony Turgis \| France \| TotalEnergies \| + 20 s \| |                   |                  |                           |                  |
| |                   |                  |                           |                  |
| Source : ProCyclingStats |                   |                  |                           |                  |
| Classement général |                   |                  |                           |                  |
| Coureur | Coureur           | Pays             | Équipe                    | Temps            |
| 1er | Benjamin Thomas   | France           | Cofidis                   | 12 h 30 min 13 s |
| 2e | Benoît Cosnefroy  | France           | AG2R Citroën Team         | + 3 s            |
| 3e | Alex Aranburu     | Espagne          | Movistar Team             | + 6 s            |
| 4e | Julien Simon      | France           | TotalEnergies             | + 10 s           |
| 5e | Marco Tizza       | Italie           | Bingoal Pauwels Sauces WB | + 10 s           |
| 6e | Finn Fisher-Black | Nouvelle-Zélande | UAE Team Emirates         | + 10 s           |
| 7e | Jake Stewart      | Royaume-Uni      | Groupama-FDJ              | + 12 s           |
| 8e | Romain Hardy      | France           | Arkéa-Samsic              | + 14 s           |
| 9e | Idar Andersen     | Norvège          | Uno-X Pro Cycling Team    | + 16 s           |
| 10e | Anthony Turgis    | France           | TotalEnergies             | + 20 s           |

### 4eétape
| \| Classement de l'étape \| Classement de l'étape \| Classement de l'étape \| Classement de l'étape \| Classement de l'étape \| \| Coureur \| Coureur \| Pays \| Équipe \| Temps \| \| --------------------- \| --------------------- \| --------------------- \| ------------------------- \| --------------------- \| \| 1er \| Sebastián Molano \| Colombie \| UAE Team Emirates \| 4 h 10 min 09 s \| \| 2e \| Orluis Aular \| Venezuela \| Caja Rural-Seguros RGA \| + 0 s \| \| 3e \| Bryan Coquard \| France \| Cofidis \| + 0 s \| \| 4e \| Jérémy Lecroq \| France \| B&B Hotels-KTM \| + 0 s \| \| 5e \| Lorrenzo Manzin \| France \| TotalEnergies \| + 0 s \| \| 6e \| Amaury Capiot \| Belgique \| Arkéa-Samsic \| + 0 s \| \| 7e \| Bram Welten \| Pays-Bas \| Groupama-FDJ \| + 0 s \| \| 8e \| Julien Simon \| France \| TotalEnergies \| + 0 s \| \| 9e \| Stanisław Aniołkowski \| Pologne \| Bingoal Pauwels Sauces WB \| + 0 s \| \| 10e \| Edvald Boasson Hagen \| Norvège \| TotalEnergies \| + 0 s \| |                       |           |                           |                 |
| |                       |           |                           |                 |
| Source : ProCyclingStats |                       |           |                           |                 |
| Classement de l'étape |                       |           |                           |                 |
| Coureur | Coureur               | Pays      | Équipe                    | Temps           |
| 1er | Sebastián Molano      | Colombie  | UAE Team Emirates         | 4 h 10 min 09 s |
| 2e | Orluis Aular          | Venezuela | Caja Rural-Seguros RGA    | + 0 s           |
| 3e | Bryan Coquard         | France    | Cofidis                   | + 0 s           |
| 4e | Jérémy Lecroq         | France    | B&B Hotels-KTM            | + 0 s           |
| 5e | Lorrenzo Manzin       | France    | TotalEnergies             | + 0 s           |
| 6e | Amaury Capiot         | Belgique  | Arkéa-Samsic              | + 0 s           |
| 7e | Bram Welten           | Pays-Bas  | Groupama-FDJ              | + 0 s           |
| 8e | Julien Simon          | France    | TotalEnergies             | + 0 s           |
| 9e | Stanisław Aniołkowski | Pologne   | Bingoal Pauwels Sauces WB | + 0 s           |
| 10e | Edvald Boasson Hagen  | Norvège   | TotalEnergies             | + 0 s           |

## Classements finals

### Classement général final
| \| Classement général \| Classement général \| Classement général \| Classement général \| Classement général \| \| Coureur \| Coureur \| Pays \| Équipe \| Temps \| \| ------------------ \| ------------------ \| ------------------ \| ------------------------- \| ------------------ \| \| 1er \| Benjamin Thomas \| France \| Cofidis \| 16 h 40 min 22 s \| \| 2e \| Benoît Cosnefroy \| France \| AG2R Citroën Team \| + 3 s \| \| 3e \| Alex Aranburu \| Espagne \| Movistar Team \| + 6 s \| \| 4e \| Julien Simon \| France \| TotalEnergies \| + 10 s \| \| 5e \| Marco Tizza \| Italie \| Bingoal Pauwels Sauces WB \| + 10 s \| \| 6e \| Jake Stewart \| Royaume-Uni \| Groupama-FDJ \| + 12 s \| \| 7e \| Romain Hardy \| France \| Arkéa-Samsic \| + 14 s \| \| 8e \| Idar Andersen \| Norvège \| Uno-X Pro Cycling Team \| + 16 s \| \| 9e \| Louis Barré \| France \| Team U Nantes Atlantique \| + 19 s \| \| 10e \| Anthony Turgis \| France \| TotalEnergies \| + 20 s \| |                  |             |                           |                  |
| |                  |             |                           |                  |
| Sources : ProCyclingStats Cycling Quotient Cycling Archives |                  |             |                           |                  |
| Classement général |                  |             |                           |                  |
| Coureur | Coureur          | Pays        | Équipe                    | Temps            |
| 1er | Benjamin Thomas  | France      | Cofidis                   | 16 h 40 min 22 s |
| 2e | Benoît Cosnefroy | France      | AG2R Citroën Team         | + 3 s            |
| 3e | Alex Aranburu    | Espagne     | Movistar Team             | + 6 s            |
| 4e | Julien Simon     | France      | TotalEnergies             | + 10 s           |
| 5e | Marco Tizza      | Italie      | Bingoal Pauwels Sauces WB | + 10 s           |
| 6e | Jake Stewart     | Royaume-Uni | Groupama-FDJ              | + 12 s           |
| 7e | Romain Hardy     | France      | Arkéa-Samsic              | + 14 s           |
| 8e | Idar Andersen    | Norvège     | Uno-X Pro Cycling Team    | + 16 s           |
| 9e | Louis Barré      | France      | Team U Nantes Atlantique  | + 19 s           |
| 10e | Anthony Turgis   | France      | TotalEnergies             | + 20 s           |

### Classements annexes
| Classement par points | Classement par points | Classement par points | Classement par points            | Classement par points |
| Coureur               | Coureur               | Pays                  | Équipe                           | Points                |
| --------------------- | --------------------- | --------------------- | -------------------------------- | --------------------- |
| 1er                   | Orluis Aular          | Venezuela             | Caja Rural-Seguros RGA           | 42 pts                |
| 2e                    | Amaury Capiot         | Belgique              | Arkéa-Samsic                     | 41 pts                |
| 3e                    | Bram Welten           | Pays-Bas              | Groupama-FDJ                     | 39 pts                |
| 4e                    | Jason Tesson          | France                | Saint Michel-Auber 93            | 33 pts                |
| 5e                    | Sebastián Molano      | Colombie              | UAE Team Emirates                | 32 pts                |
| 6e                    | Julien Simon          | France                | TotalEnergies                    | 32 pts                |
| 7e                    | Alex Aranburu         | Espagne               | Movistar Team                    | 31 pts                |
| 8e                    | Jérémy Lecroq         | France                | B&B Hotels-KTM                   | 28 pts                |
| 9e                    | Thomas Boudat         | France                | Go Sport-Roubaix Lille Métropole | 27 pts                |
| 10e                   | Benjamin Thomas       | France                | Cofidis                          | 25 pts                |

| Classement par points | Classement par points | Classement par points | Classement par points            | Classement par points |
| Coureur               | Coureur               | Pays                  | Équipe                           | Points                |
| --------------------- | --------------------- | --------------------- | -------------------------------- | --------------------- |
| 1er                   | Orluis Aular          | Venezuela             | Caja Rural-Seguros RGA           | 42 pts                |
| 2e                    | Amaury Capiot         | Belgique              | Arkéa-Samsic                     | 41 pts                |
| 3e                    | Bram Welten           | Pays-Bas              | Groupama-FDJ                     | 39 pts                |
| 4e                    | Jason Tesson          | France                | Saint Michel-Auber 93            | 33 pts                |
| 5e                    | Sebastián Molano      | Colombie              | UAE Team Emirates                | 32 pts                |
| 6e                    | Julien Simon          | France                | TotalEnergies                    | 32 pts                |
| 7e                    | Alex Aranburu         | Espagne               | Movistar Team                    | 31 pts                |
| 8e                    | Jérémy Lecroq         | France                | B&B Hotels-KTM                   | 28 pts                |
| 9e                    | Thomas Boudat         | France                | Go Sport-Roubaix Lille Métropole | 27 pts                |
| 10e                   | Benjamin Thomas       | France                | Cofidis                          | 25 pts                |

| Classement de la montagne | Classement de la montagne | Classement de la montagne | Classement de la montagne  | Classement de la montagne |
| Coureur                   | Coureur                   | Pays                      | Équipe                     | Points                    |
| ------------------------- | ------------------------- | ------------------------- | -------------------------- | ------------------------- |
| 1er                       | Gilles De Wilde           | Belgique                  | Sport Vlaanderen-Baloise   | 74 pts                    |
| 2e                        | Paul Hennequin            | France                    | Nice Métropole Côte d'Azur | 46 pts                    |
| 3e                        | Lindsay De Vylder         | Belgique                  | Sport Vlaanderen-Baloise   | 19 pts                    |
| 4e                        | Joey Rosskopf             | États-Unis                | Human Powered Health       | 18 pts                    |
| 5e                        | Damien Touzé              | France                    | AG2R Citroën Team          | 14 pts                    |
| 6e                        | Louis Barré               | France                    | Team U Nantes Atlantique   | 10 pts                    |
| 7e                        | Romain Cardis             | France                    | Saint Michel-Auber 93      | 10 pts                    |
| 8e                        | Dimitri Peyskens          | Belgique                  | Bingoal Pauwels Sauces WB  | 8 pts                     |
| 9e                        | Greg Van Avermaet         | Belgique                  | AG2R Citroën Team          | 6 pts                     |
| 10e                       | Mathieu Burgaudeau        | France                    | TotalEnergies              | 6 pts                     |

| Classement de la montagne | Classement de la montagne | Classement de la montagne | Classement de la montagne  | Classement de la montagne |
| Coureur                   | Coureur                   | Pays                      | Équipe                     | Points                    |
| ------------------------- | ------------------------- | ------------------------- | -------------------------- | ------------------------- |
| 1er                       | Gilles De Wilde           | Belgique                  | Sport Vlaanderen-Baloise   | 74 pts                    |
| 2e                        | Paul Hennequin            | France                    | Nice Métropole Côte d'Azur | 46 pts                    |
| 3e                        | Lindsay De Vylder         | Belgique                  | Sport Vlaanderen-Baloise   | 19 pts                    |
| 4e                        | Joey Rosskopf             | États-Unis                | Human Powered Health       | 18 pts                    |
| 5e                        | Damien Touzé              | France                    | AG2R Citroën Team          | 14 pts                    |
| 6e                        | Louis Barré               | France                    | Team U Nantes Atlantique   | 10 pts                    |
| 7e                        | Romain Cardis             | France                    | Saint Michel-Auber 93      | 10 pts                    |
| 8e                        | Dimitri Peyskens          | Belgique                  | Bingoal Pauwels Sauces WB  | 8 pts                     |
| 9e                        | Greg Van Avermaet         | Belgique                  | AG2R Citroën Team          | 6 pts                     |
| 10e                       | Mathieu Burgaudeau        | France                    | TotalEnergies              | 6 pts                     |

| Classement du meilleur jeune | Classement du meilleur jeune | Classement du meilleur jeune | Classement du meilleur jeune | Classement du meilleur jeune |
| Coureur                      | Coureur                      | Pays                         | Équipe                       | Temps                        |
| ---------------------------- | ---------------------------- | ---------------------------- | ---------------------------- | ---------------------------- |
| 1er                          | Jake Stewart                 | Royaume-Uni                  | Groupama-FDJ                 |                              |

| Classement du meilleur jeune | Classement du meilleur jeune | Classement du meilleur jeune | Classement du meilleur jeune | Classement du meilleur jeune |
| Coureur                      | Coureur                      | Pays                         | Équipe                       | Temps                        |
| ---------------------------- | ---------------------------- | ---------------------------- | ---------------------------- | ---------------------------- |
| 1er                          | Jake Stewart                 | Royaume-Uni                  | Groupama-FDJ                 |                              |

| Classement par équipes | Classement par équipes | Classement par équipes | Classement par équipes |
| Équipe                 | Équipe                 | Pays                   | Temps                  |
| ---------------------- | ---------------------- | ---------------------- | ---------------------- |
| 1re                    | TotalEnergies          | France                 | 50 h 02 min 02 s       |
| 2e                     | Groupama-FDJ           | France                 | + 4 s                  |
| 3e                     | AG2R Citroën Team      | France                 | + 30 s                 |
| 4e                     | Cofidis                | France                 | + 46 s                 |
| 5e                     | Arkéa-Samsic           | France                 | + 58 s                 |

| Classement par équipes | Classement par équipes | Classement par équipes | Classement par équipes |
| Équipe                 | Équipe                 | Pays                   | Temps                  |
| ---------------------- | ---------------------- | ---------------------- | ---------------------- |
| 1re                    | TotalEnergies          | France                 | 50 h 02 min 02 s       |
| 2e                     | Groupama-FDJ           | France                 | + 4 s                  |
| 3e                     | AG2R Citroën Team      | France                 | + 30 s                 |
| 4e                     | Cofidis                | France                 | + 46 s                 |
| 5e                     | Arkéa-Samsic           | France                 | + 58 s                 |

## Évolution des classements
| Étape              | Vainqueur          | Classement général | Classement par points | Classement de la montagne | Classement du meilleur jeune | Classement par équipes |
| ------------------ | ------------------ | ------------------ | --------------------- | ------------------------- | ---------------------------- | ---------------------- |
| 1                  | Jason Tesson       | Jason Tesson       | Jason Tesson          | Lindsay De Vylder         | Jason Tesson                 | TotalEnergies          |
| 2                  | Benjamin Thomas    | Benjamin Thomas    | Benjamin Thomas       | Gilles De Wilde           | Finn Fisher-Black            | TotalEnergies          |
| 3                  | Amaury Capiot      | Benjamin Thomas    | Jason Tesson          | Gilles De Wilde           | Finn Fisher-Black            | TotalEnergies          |
| 4                  | Sebastián Molano   | Benjamin Thomas    | Orluis Aular          | Gilles De Wilde           | Jake Stewart                 | TotalEnergies          |
| Classements finals | Classements finals | Benjamin Thomas    | Orluis Aular          | Gilles De Wilde           | Jake Stewart                 | TotalEnergies          |